# Podaljšana petstrana rotunda
| Podaljšana petstrana rutunda | Podaljšana petstrana rutunda                                |
| ---------------------------- | ----------------------------------------------------------- |
|                              |                                                             |
| Vrsta                        | Johnsonovo telo J20-J21-J22                                 |
| Stranske ploskve             | 2.5 trikotnikov 2.5 kvadratov 1+5 petkotnikov 1 desetkotnik |
| Oglišča                      | 30                                                          |
| Robovi                       | 55                                                          |
| Konfiguracija oglišča        | 10(42.10) 10(3.42.5) 2.5(3.5.3.5)                           |
| Grupa simetrije              | C5v                                                         |
| Dualni polieder              | -                                                           |
| Lastnosti                    | konveksna                                                   |
| mreža telesa                 |                                                             |

Podaljšana petstrana rotunda je eno izmed Johnsonovih teles (J21). Kot že ime nakazuje jo lahko dobimo s podaljševanjem petstrane rotunde (J6) s tem, da pritrdimo desetstrano prizmo na njeno osnovno ploskev. Lahko jo obravnavamo tudi kot podaljšano petstrano ortobirotundo (J42), ki ji manjka ena petstrana rotunda.
V letu 1966 je Norman Johnson (rojen 1930) imenoval in opisal 92 teles, ki jih sedaj imenujemo Johnsonova telesa.

## Prostornina in površina
Naslednja izraza za prostornino (V) in površino (P) sta uporabna za vse vrste stranskih ploskev, ki so pravilne in imajo dolžino roba a 
{\displaystyle V={\frac {1}{12}}(45+17{\sqrt {5}}+30{\sqrt {5+2{\sqrt {5}}}})a^{3}\approx 14,612...a^{3}}
{\displaystyle A={\frac {1}{2}}(20+{\sqrt {5(145+58{\sqrt {5}}+2{\sqrt {30(65+29{\sqrt {5}})}})}})a^{2}\approx 32,3472...a^{2}}

## Dualni polieder
Dualno telo podaljšane petstrane rotunde ima 30 stranskih ploskev: 10 enakokrakih trikotnikov, 10 rombov in 10 štirikotnikov.
| Dualno telo podaljšane petststrane rotunde | Mreža dualnega telesa |
| ------------------------------------------ | --------------------- |
|                                            |                       |